# Socha svatého Jana Nepomuckého (Fryštát)
Socha svatého Jana Nepomuckého stojí u kostela Povýšení svatého Kříže v katastrálním území Karviná-město v místní části Fryštát. Socha je kulturní památkou České republiky.

## Galerie

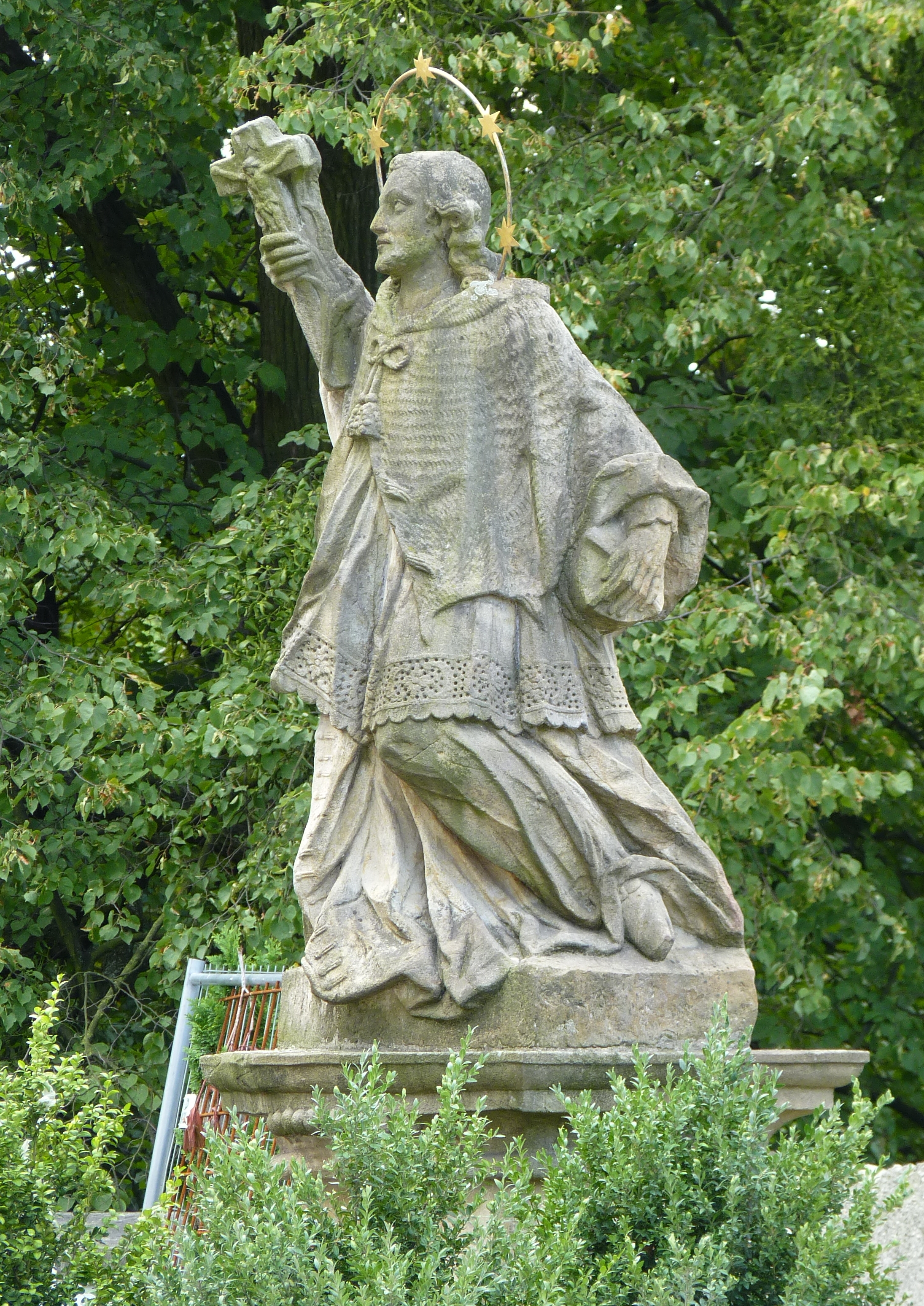
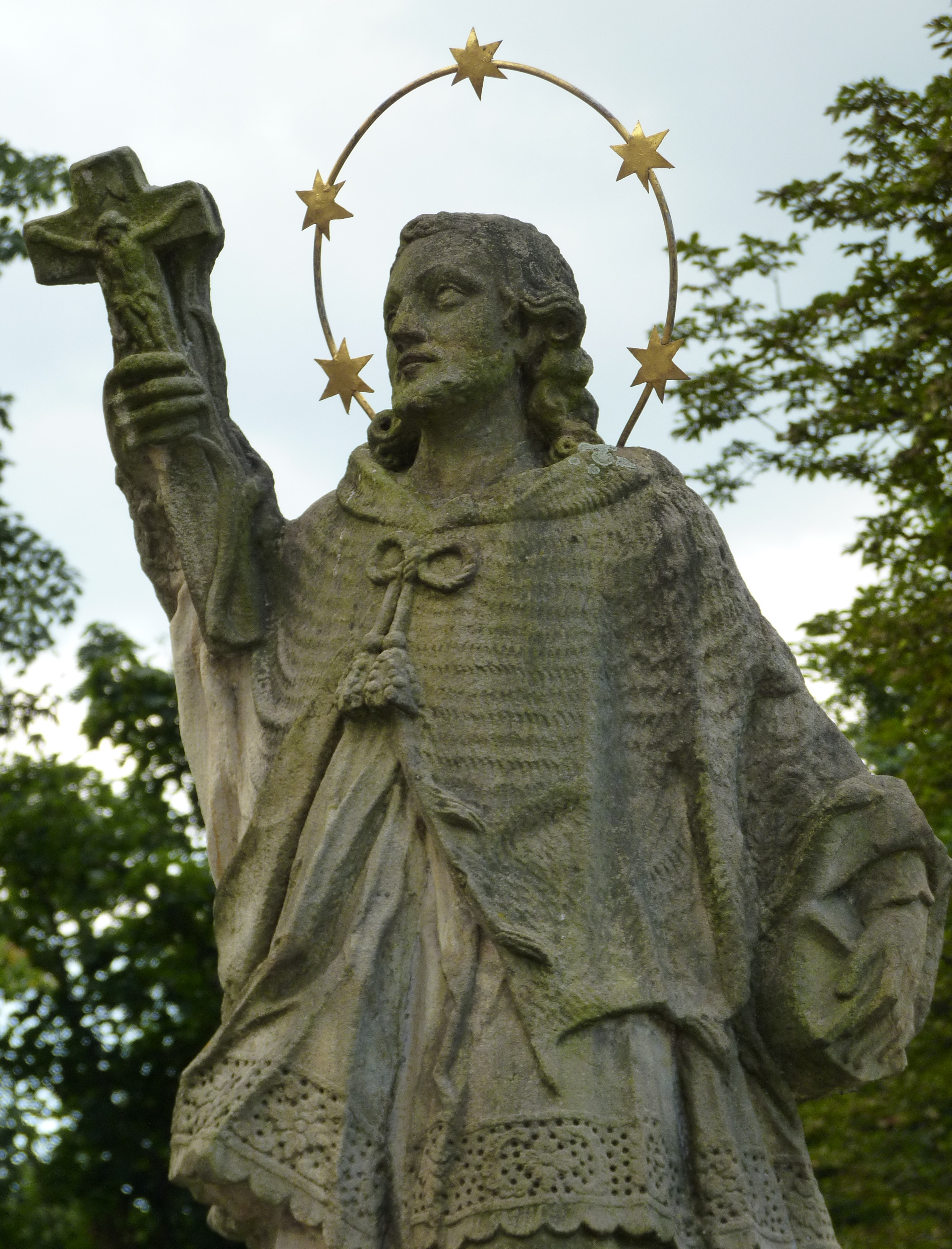
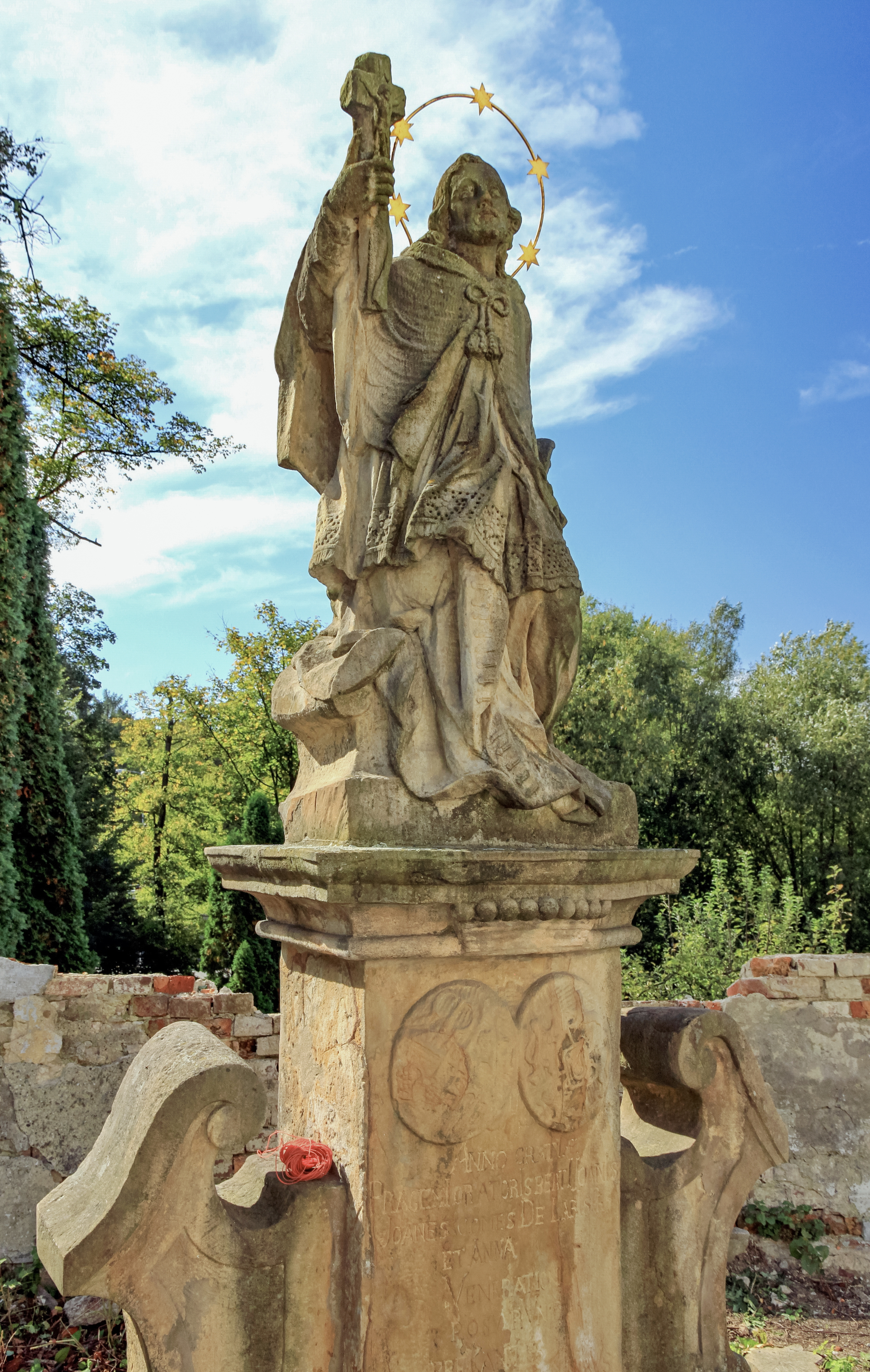

## Historie
Pozdně barokní socha svatého Jana Nepomuckého z let 1774–1775 byla původně umístěna před panskou sýpkou v Karviné-Dolech na křižovatce silnice Karviná – Ostrava a odbočky do Karviné-Solca. Sochu nechal vyrobit Jan Josef Erdmann Larisch-Mönnich (1738–1792) v době, kdy zemřel jeho starší bratr Petr Kalixta a Jan nabyl fideikomisní panství Karviná.
Panská sýpka byla demolována v důsledku silného poddolování do roku 1967. Socha světce byla z důvodů rekonstrukce silnice I/59 Karviná – Ostrava v roce 1970 přestěhována do farské zahrady kostela Povýšení svatého Kříže ve Fryštátě.

## Popis
Pískovcová socha světce má téměř životní velikost. Stojí na podstavci se dvěma volutovými křídly, na kterém jsou dva znaky Larisch-Mönnichů a latinský nápis :„Anno Gratiae Pragemi oratori beati Joani, Joanes comes de Larisch et Anna Venerationi posuerunt paecantes. Velit se ad Vos ab Omnibus honori advercis benigne protectore“
Socha svatého Jana Nepomuckého s pečlivě propracovanou drapérií zvedá pravou rukou kříž, na který směřuje svůj pohled, a levou rukou přidržuje biret s palmovou ratolestí.